# کیمژا
کیمژا (روسی: Кимжа) یک منطقهٔ مسکونی در روسیه است که در استان آرخانگلسک واقع شده‌است.